# Chujoa
Chujoa is een geslacht van kevers uit de familie bladkevers (Chrysomelidae).
De wetenschappelijke naam van het geslacht werd in 1963 gepubliceerd door Gressitt & Kimoto.

## Soorten
- Chujoa netsukii Chujo, 1954